# La spada degli Orléans
La spada degli Orléans è un film del 1959 diretto da André Hunebelle, basato sul romanzo Le Bossu (1858) di Paul Féval padre, lo stesso che nel 1997 ispirerà il più conosciuto Il cavaliere di Lagardère (Le Bossu) di Philippe de Broca.

## Trama
Il duca Philippe de Nevers, ricco e potente possidente sposato con la bellissima Isabelle, resta vittima di un complotto ordito ai suoi danni dall'acerrimo rivale Philippe de Gonzague. Henri de Lagardère, fidato alleato del duca, è presente al momento dell'attentato ma non può impedire l'assassinio del suo amico poiché è costretto a fuggire per salvare la figlia di Nevers. Alcuni anni dopo essere emigrato in Spagna per crescere la bambina, Lagardère fa rientro in Francia desideroso di vendetta e comincia ad attrezzarsi per uccidere i responsabili della morte del duca.